# Katherine Percy
Katherine Percy (Alnwick, 18 maggio 1423 – Beverley, 1475) è stata una nobile inglese, contessa consorte del Kent.

## Biografia
Era figlia di Henry Percy, II conte di Northumberland e di Eleanor Neville, discendente di Giovanni Plantageneto, I duca di Lancaster.
Katherine nacque quindi dall'unione delle due più importanti famiglie inglesi dell'epoca, destinati tuttavia ben presto a scontrarsi e a combattere su opposti fronti nella guerra delle due rose.
Venne data in sposa nel 1440 ad Edmund, rampollo della nobile ed influente famiglia Grey.
Dall'unione nacquero sette figli:
- Mary Grey (1440–1474)
- Anthony Grey (1446–1480)
- Elizabeth Grey (1447-1472) che sposò Sir Robert Greystoke
- Anne Grey (1450-1496) che sposò John Grey, VIII barone Grey de Wilton
- George Grey, II conte di Kent (1454–1505) che sposò Anne Woodville
- John Grey (1455–1484)
- Edmund Grey (1457-?)

Il padre e alcuni fratelli di Katherine morirono negli scontri armati durante la guerra delle due rose. Anche suo marito Edmund ne prese parte seguendo il suocero accanto alla fazione Lancaster. Tuttavia, proprio in seguito alla battaglia di Northampton dove rimase ucciso il conte Henry Percy, Edmund decise di cambiare schieramento e appoggiare la causa dei York.
Sebbene la decisione del marito significasse per Katherine vedere suo marito e gli stessi figli combattere contro la sua famiglia d'origine, essa si tramutò in importanti vantaggi per i Grey: il nuovo re, Edoardo IV d'Inghilterra non dimenticò infatti l'atto di Grey e lo ricompensò in futuro di cariche pubbliche e proprietà; nel 1465 arrivò per lui e la moglie Lady Katherine il titolo di conti di Kent da trasmettere ai loro figli e alle generazioni successive.